# Lunatiks produktion
lunatiks produktion ist ein Theaterkollektiv aus Berlin. Die Gruppe wurde 2001 gegründet und realisiert hauptsächlich Projekte in den Bereichen Theater, Installation und Performance.

Bekannt wurde die Gruppe mit der ersten Versteigerung eines Theaterstücks bei eBay ("livingROOMS : das Zuhausetheater", 2004).

## Charakteristika
Die meisten Produktionen siedeln sich in den Grenzbereichen zwischen Site specific theatre und dokumentarischen Rechercheprojekten an. Die Projekte beruhen häufig auf Interviews mit Zeitzeugen oder dokumentarischem Material. Ihrem Selbstverständnis nach betreibt lunatiks produktion "Forschungsarbeit mit den Mitteln des Theaters". Themenschwerpunkte bilden dabei historische Stoffe der jüngeren deutschen Geschichte (bspw. "Westflug" zur Entführung eines polnischen Passagierflugzeugs von Danzig nach West-Berlin im Jahr 1978 oder "Statisten des Skandals" zur Barschel-Pfeiffer-Affäre) sowie die Frage nach dem Zusammenhang von Verbrechen und Gesellschaft ("Die Polizey - Physiognomie der Angst" zur kriminalistischen Psychotopographie von Großstädten oder "performing crime - Archiv des Verbrechens" zur Kriminalität als kulturelles Ausdrucksmedium).
Die ästhetische Umsetzung folgt dabei der Maßgabe des Materials und wird erst im Verlauf der Themenerforschung durch die Beteiligten festgelegt. So gibt es Produktionen, bei denen Laien und Betroffene selbst zu Performern werden (wie sechs hochbegabte Kinder und Jugendliche in der Performance "highQ") oder bei denen ein Gebäude zu einer begehbaren Installation wird (wie ein Rohbau in der Stuttgarter Innenstadt, der zu einem "Fahndungssimulator" gemacht wird ("sprengpunkte", 2006)). In anderen Produktionen entsteht aus dem Material ein Bühnenstück, das von professionellen Schauspielern aufgeführt wird.

## Produktionen
- "SENKUNGEN. Eine Recherche über Häuser auf schwankendem Grund" (Theater Lüneburg, 2016)
- "AUTOMATEN. Eine Recherche über Glücksmaschinen" (Lichthof Theater Hamburg, 2015)
- "HANS! Start-up, Slow-down" (Theaterdiscounter, 2014)
- "RADAR.INSTITUT" (Theater Kiel, 2012–2014)
- "Magic Fonds" (Deutsches Theater Berlin/Theater Basel, 2011)
- "einsatz spuren" (Theater Kiel, 2010)
- "Die Welt ohne uns" (Staatstheater Hannover, seit 2010)
- "Botanische Denkfiguren" (Staatstheater Hannover, 2010)
- "gruene kriege" (Schwankhalle Bremen, 2009)
- "Alles offen" (Volkstheater Rostock, 2009)
- "LEGOtopia"(Schloss Bröllin, 2009)
- "Statisten des Skandals" (Theater Kiel, 2009)
- "Marzahnopolis" (Berlin, 2009)
- "Toxoplasma" (LOFFT/Hebbel am Ufer, 2008)
- "SCHICHT C - Eine Stadt und die Energie" (Theater Vorpommern, 2008)
- "performing crime / bremen" (Bremen, 2008)
- "REAKTOR" (Maxim Gorki Theater Berlin, 2008)
- "highQ - Gehirne in Hochgeschwindigkeit" (schauspielfrankfurt, 2008)
- "Winter to go" (Berlin, 2007)
- "conserved" (Berlin, 2007)
- "Westflug. Die Geschichte einer Entführung" (Sophiensaele, 2006)
- "sprengpunkte." (Staatstheater Stuttgart, 2006)
- "Zur letzten Einkehr" (ehemaliger Palast der Republik, 2005)
- "Die Polizey - Physiognomie der Angst" (Nationaltheater Mannheim, 2005)
- "livingROOMS : das Zuhausetheater" (Sophiensaele/Privatwohnungen, 2004)
- "innen stadt" (Hebbel am Ufer, 2004)
- "Alles muss raus!" (Theaterdiscounter, 2004)
- "Parasit!" (Dock 11, 2002)
- "MANGA - Das Reich der Zeichen" (Berlin, 2002)

## Auszeichnungen
- 2012 Deutschland – Land der Ideen Schauspielhaus Hannover
- 2011 Einladung zu den Autorentheatertagen, Deutsches Theater Berlin
- 2010 Einladung zu den Autorentheatertagen, Deutsches Theater Berlin
- 2007 "Bremer Autoren- und Produzentenpreis" Schwankhalle Bremen
- 2007 Preisträger beim Wettbewerb "Eine Jugend in Deutschland" von Maxim Gorki Theater Berlin und schauspielfrankfurt
- 2004 Nominiert für den inspire!award der Deutschen Telekom